# Perdita gracilis
Perdita gracilis är en biart som beskrevs av Timberlake 1964. Perdita gracilis ingår i släktet Perdita och familjen grävbin. Inga underarter finns listade i Catalogue of Life.